# Kirsty Dowle

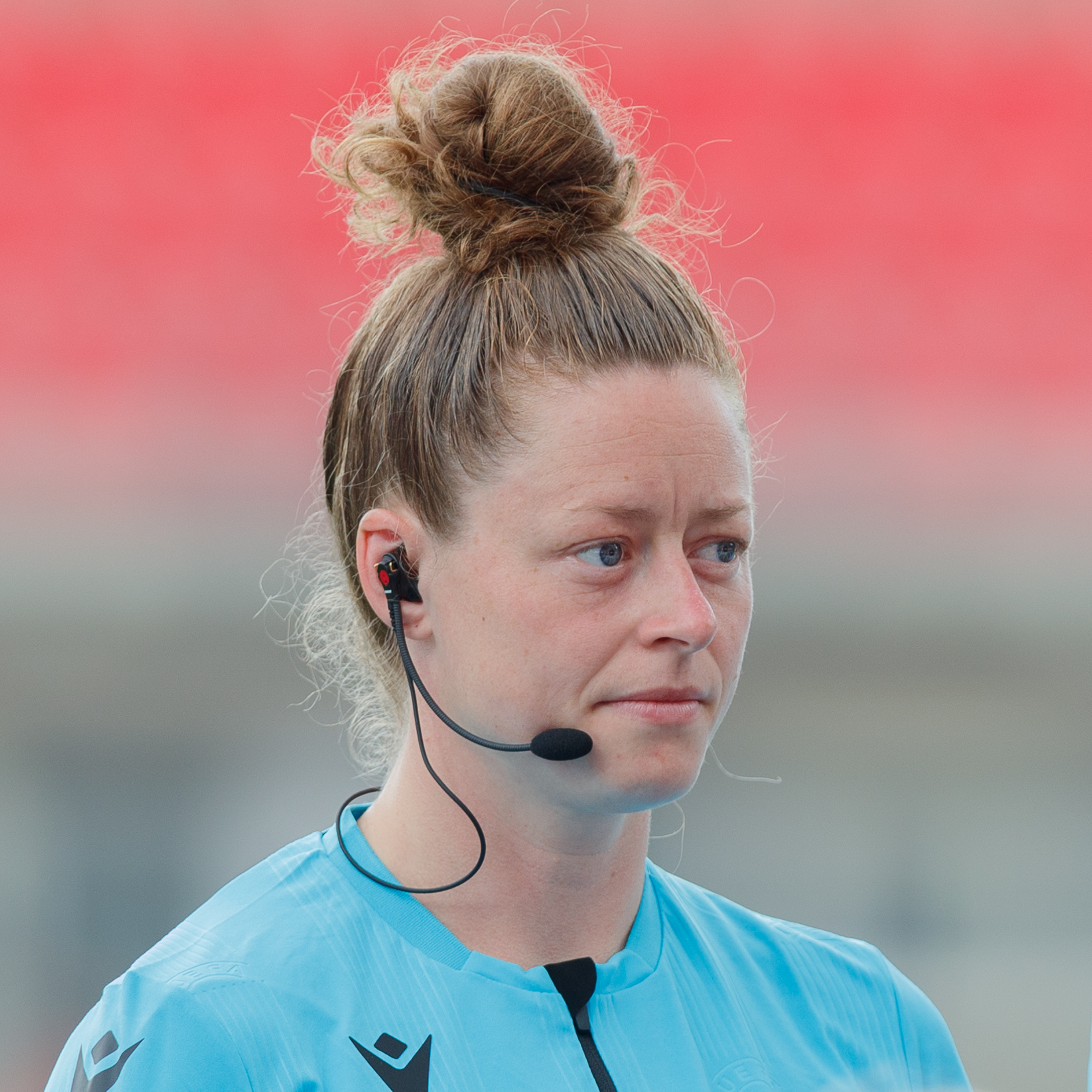
Kirsty Dowle (2022)

Kirsty Dowle (* 23. August 1991) ist eine englische Fußballschiedsrichterin.
Dowle ist Teil der Elite-Kategorie der englischen Schiedsrichterinnen und ist in der englischen Women’s Super League im Einsatz.
Seit 2020 steht sie auf der Liste der FIFA-Schiedsrichter und leitet internationale Fußballpartien. Sie gehört zur Gruppe der First-Category-Schiedsrichterinnen der UEFA.
Dowle leitete bisher bzw. leitet unter anderem Spiele in der Women’s Nations League, in der Women’s Champions League, in der europäischen WM-Qualifikation für die Weltmeisterschaft 2023 in Australien und Neuseeland, in der Qualifikation für die Europameisterschaft 2025 in der Schweiz sowie Freundschaftsspiele.